# بل علم
بول علم ( الباشتوية / الفارسية : پل علم)، هي عاصمة ولاية لوكر الأفغانية وكذلك مقاطعة بول علم. يقدر عدد سكان المقاطعة بحوالي 108000 نسمة، وتتألف من البشتون والطاجيك. بلغ عدد سكان مدينة بول علم نفسها 22،914 نسمة في عام 2015. لديها 4 مقاطعات ويبلغ إجمالي مساحة الأرض 3752 هكتارًا . يبلغ إجمالي عدد المساكن في المدينة 2546 مسكناً.
في 13 أغسطس 2021، استولى مقاتلو طالبان على بولي علم كجزء من هجوم طالبان الأوسع في عام 2021.

## التاريخ
خضعت بول علم للكثير من أعمال إعادة الإعمار بعد سقوط حكومة طالبان.
كان مقر فريق إعادة الإعمار الإقليمي ‏ لوكر من جمهورية التشيك، في بل علم.

## استغلال الأراضي
بول علم هي قرية حضرية في شرق أفغانستان. الزراعة هي الاستخدام السائد للأراضي، حيث تمثل 49 ٪ من إجمالي الأراضي.صُنف 19٪ فقط من الأراضي على أنها حضرية، و 48٪ من هذه المساحة موصوفة على أنها أراضٍ خالية. غالبية المساكن في المقاطعات من 1 إلى 3 هي منازل عادية.

## المناخ
تقع بول علم على ارتفاع شاهق. تتميز بمناخ قاري رطب صيفي دافئ (Dsa) وفق تصنيف كوبن للمناخ. لديها صيف حار وجاف وشتاء بارد ومثلج. متوسط درجة الحرارة في بول علم هو 11.0 درجة مئوية، بينما يبلغ متوسط هطول الأمطار السنوي 291 مم.

يوليو هو أكثر شهور السنة سخونة بمتوسط درجة حرارة 24.7 درجة مئوية. يناير، أبرد شهر يبلغ متوسط درجة الحرارة فيه -6.8 درجة مئوية.
| البيانات المناخية لـبل علم        | البيانات المناخية لـبل علم | البيانات المناخية لـبل علم | البيانات المناخية لـبل علم | البيانات المناخية لـبل علم | البيانات المناخية لـبل علم | البيانات المناخية لـبل علم | البيانات المناخية لـبل علم | البيانات المناخية لـبل علم | البيانات المناخية لـبل علم | البيانات المناخية لـبل علم | البيانات المناخية لـبل علم | البيانات المناخية لـبل علم | البيانات المناخية لـبل علم |
| الشهر                             | يناير                      | فبراير                     | مارس                       | أبريل                      | مايو                       | يونيو                      | يوليو                      | أغسطس                      | سبتمبر                     | أكتوبر                     | نوفمبر                     | ديسمبر                     | المعدل السنوي              |
| --------------------------------- | -------------------------- | -------------------------- | -------------------------- | -------------------------- | -------------------------- | -------------------------- | -------------------------- | -------------------------- | -------------------------- | -------------------------- | -------------------------- | -------------------------- | -------------------------- |
| متوسط درجة الحرارة الكبرى °م (°ف) | −0.4 (31.3)                | 6.9 (44.4)                 | 10.9 (51.6)                | 18.6 (65.5)                | 23.1 (73.6)                | 30.9 (87.6)                | 32.8 (91.0)                | 32.2 (90.0)                | 27.8 (82.0)                | 20.4 (68.7)                | 13.4 (56.1)                | 5.5 (41.9)                 | 18.5 (65.3)                |
| المتوسط اليومي °م (°ف)            | −6.8 (19.8)                | 0.8 (33.4)                 | 5.0 (41.0)                 | 12.1 (53.8)                | 15.3 (59.5)                | 22.3 (72.1)                | 24.7 (76.5)                | 23.8 (74.8)                | 18.7 (65.7)                | 11.6 (52.9)                | 5.5 (41.9)                 | −1.3 (29.7)                | 11.0 (51.8)                |
| متوسط درجة الحرارة الصغرى °م (°ف) | −13.2 (8.2)                | −5.3 (22.5)                | −0.9 (30.4)                | 5.6 (42.1)                 | 7.6 (45.7)                 | 13.8 (56.8)                | 16.6 (61.9)                | 15.5 (59.9)                | 9.7 (49.5)                 | 2.8 (37.0)                 | −2.3 (27.9)                | −8.1 (17.4)                | 3.5 (38.3)                 |
| المصدر: Climate-Data.org          |                            |                            |                            |                            |                            |                            |                            |                            |                            |                            |                            |                            |                            |

## شخصيات ملحوظة
- محمد نبي  [لغات أخرى]‏
- قلب الدين نائب  [لغات أخرى]‏